# Courgenay (Yonne)
Courgenay település Franciaországban, Yonne megyében. Lakosainak száma 565 fő (2022. január 1.). Courgenay Bercenay-le-Hayer, Pouy-sur-Vannes, Bagneaux, Lailly, Molinons, Saint-Maurice-aux-Riches-Hommes és Villeneuve-l’Archevêque községekkel határos.

## Népesség
A település népességének változása:
| Lakosok száma | 548  | 553  | 568  | 565  | 571  | 569  | 566  | 566  | 565  |
|               | 2013 | 2015 | 2016 | 2017 | 2018 | 2019 | 2020 | 2021 | 2022 |